# Banque commerciale du Congo
 (avril 2017).
Si vous disposez d'ouvrages ou d'articles de référence ou si vous connaissez des sites web de qualité traitant du thème abordé ici, merci de compléter l'article en donnant les références utiles à sa vérifiabilité et en les liant à la section « Notes et références ».
La Banque commerciale du Congo (BCDC) est une des premières banques de la république démocratique du Congo. Fondée en 1909, sous le nom, à l'époque de Banque du Congo belge, elle traversa toutes les époques et troubles du pays pour rester, aujourd'hui, l'une des banques les plus importantes et actives de la  RDC. Sa clientèle englobe des particuliers, des petites et moyennes entreprises, des grandes sociétés ainsi que des organismes gouvernementaux. Hormis les services bancaires de base, la BCDC propose de nombreux autres services, tels que la banque électronique, Western Union, MasterCard.

## Historique
La Banque du Congo belge  (BCB) est fondée le 11 janvier 1909 sous l'initiative de la Banque d'Outremer.
Initialement, le personnel de la banque ne compte que trois personnes, dont l’administrateur délégué, René Guillaume. La première agence ouvre à Matadi en juin 1909, puis une autre à Élisabethville quatre mois plus tard et enfin une troisième à Léopoldville en 1910. En 1911, la banque ouvre des bureaux à Boma et à Stanleyville. En octobre 1912, la banque commence à émettre des billets.

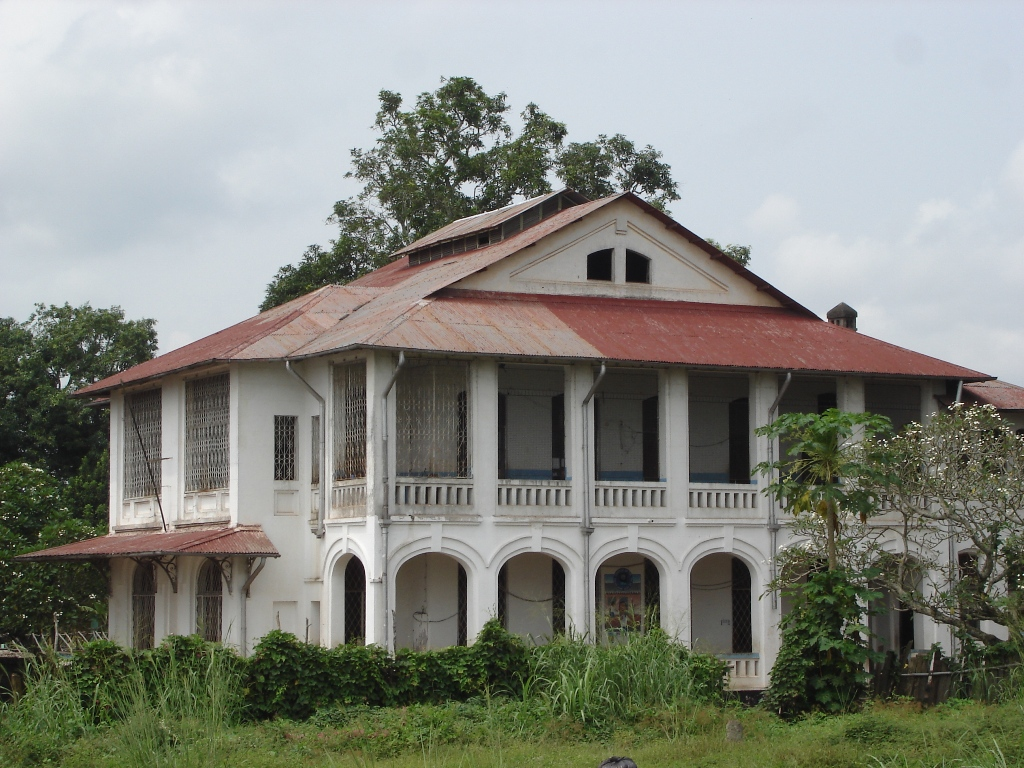
La banque de Mbandaka (alors Coquilhatville), ouverte pendant la Première Guerre mondiale.

Coupée de son siège en Belgique pendant la Première Guerre mondiale, la banque travaille avec une succursale créée à Londres. À la suite de la demande du gouvernement belge que la BCB assure la comptabilité de l'administration coloniale, dix-huit nouvelles agences sont créées sur tout le territoire.
Après la guerre, en 1922, outre ses sièges de Bruxelles et de Londres, la banque compte 34 agences au Congo belge, deux sièges au Tanganyika (Kigoma et Dar es Salam) et une succursale à Anvers.

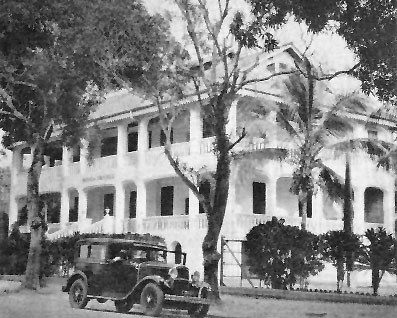
L'agence de la Banque du Congo belge à Léopoldville, en 1942.

Durant la Seconde Guerre mondiale, la Banque du Congo belge soutient fortement l'effort de guerre de la Belgique en fournissant au gouvernement belge installé à Londres à peu près 85% des ressources dont il disposa durant la guerre[réf. souhaitée].
En 1952, six autres banques avec leurs multiples agences et succursales opèrent maintenant sur le territoire congolais[réf. souhaitée]) et la banque du Congo Belge, établissement privé ne peut plus remplir les fonctions de banque centrale. : la Banque Centrale du Congo Belge et du Ruanda-Urundi (BCCRU) reprend en conséquence le privilège d'émission. La BCB redevient un établissement de crédit privé et peut mener des opérations que son statut de banque émettrice lui interdisait. La banque commerciale du Congo créée en 1911 pour mener ces opérations perd sa particularité par rapport à la banque du Congo belge. Les deux conseils d'administration décident donc une fusion le 19 novembre 1952, afin de former une société congolaise par actions et à responsabilité limitée, avec un siège social à Léopoldville.
En 1960, lors de l'indépendance du Congo, la banque cède les opérations de ses sièges de Bruxelles et de Londres ainsi que celles de sa succursale d'Anvers à la Banque belgo-congolaise. La Banque du Congo belge changea alors de nom et devient la Banque du Congo. Elle subit financièrement la crise du Congo dans les années 1960.

En octobre 1971, le Congo devient Zaïre et, dans la foulée la banque change sa dénomination sociale en Banque commerciale zaïroise (BCZ)[réf. souhaitée]. Lorsque le Zaïre prend le nom de République démocratique du Congo en 1997, la BCZ se renomme Banque commerciale du Congo, nom que portait l'agence commerciale créée en 1911[réf. souhaitée].

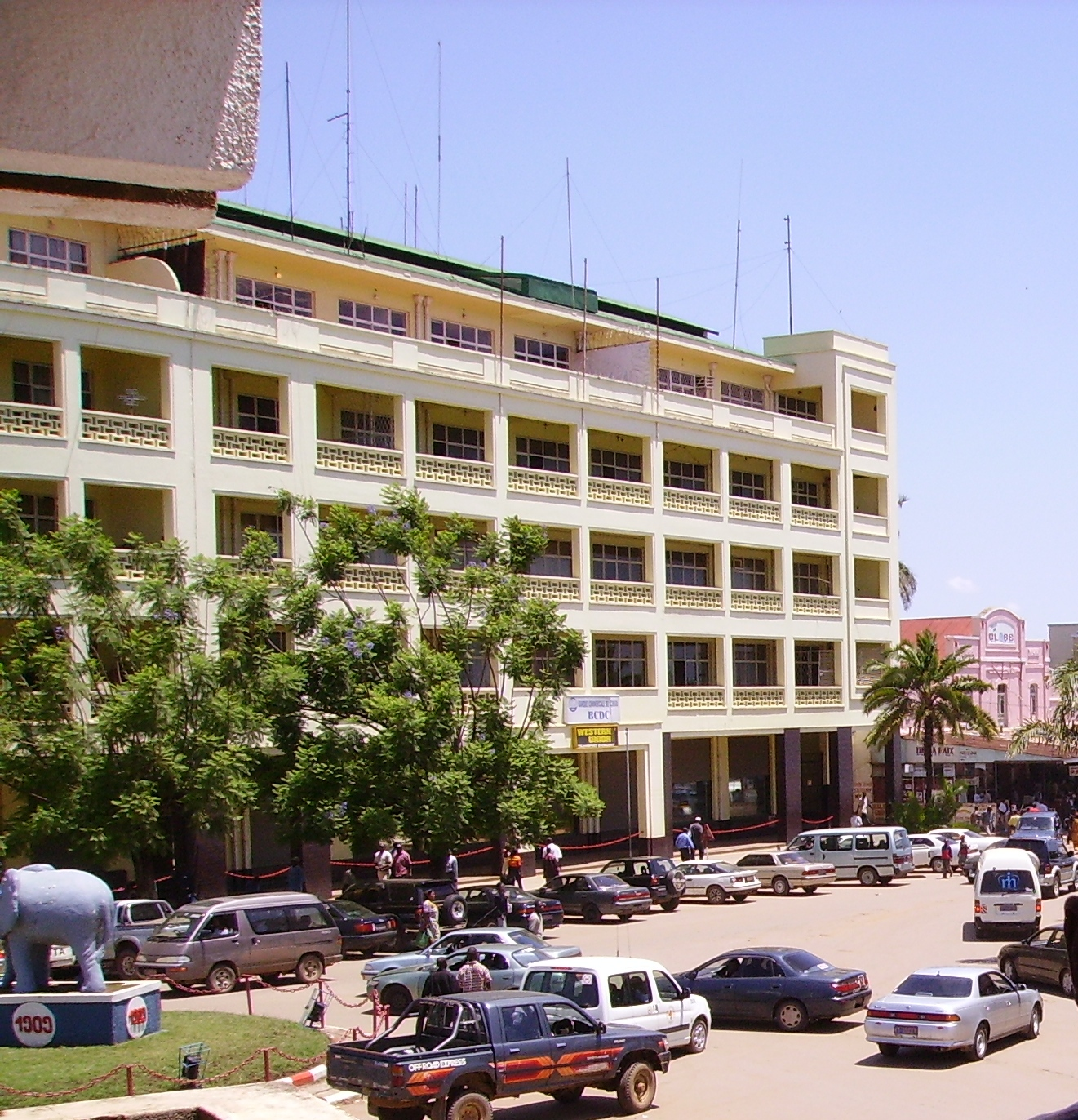
Bâtiment de la Banque commerciale du Congo à Lubumbashi.

Dans le contexte des guerres civiles que subit le pays entre 1997 et 2003, l'économie congolaise s'effondre complètement. Cette situation impose à la banque de réduire sa taille à un niveau compatible avec ses activités,
Profitant de l'amélioration du climat sociopolitique et de l'embellie économique consécutive, la BCDC redéploie son réseau sur l'ensemble du territoire et adapte son organisation commerciale aux nouveaux besoins de sa clientèle de particuliers, de PME/PMI, de grandes entreprises et d'institutionnels. La BCDC est aujourd'hui la banque de référence en RDC[réf. souhaitée], active sur l'ensemble du territoire du pays.
En décembre 2009, la famille de George Arthur Forrest rachète les parts des actions dans la BCDC à travers la Belgolaise, de BNP Paribas, et apporte ainsi sa participation de 11,55 % à 55,66 %.

## Réseau
La Banque Commerciale du Congo compte en 2022 des agences dans 16 villes du pays : Kinshasa, Matadi, Lubumbashi, Kolwezi, Kananga, Mbuji-Mayi, Goma, Bukavu, Beni, Butembo, Kisangani, Bunia, Likasi, Lukala, Fungurume, Isiro, Boma et Durba.

## Comité de direction
- Yves Cuypers : directeur général et président du comité de direction[7]
- Guy-André Bweyasa Wa Nsiamu : directeur général adjoint chargé de la direction corporate[7]
- Hervé de Frescheville : directeur général adjoint chargé de la direction des risques[7]
- Vagheni Pay Pay : directeur retail et du réseau[7]
- Louis-Odilon Alaguillaume : directeur de la stratégie et du changement[7]
- Joel Kabuya : directeur financier[7]
- Bobo Makunda Sefekese : directeur de l'organisation et de l'informatique[7]
- Alice Tshidibi : directrice des opérations[7]
- Jean-Modeste Kalambay : secrétaire général[7]